# Roberto Calcaterra
Roberto Calcaterra, född 6 februari 1972 i Civitavecchia, är en italiensk vattenpolospelare. Han ingick Italiens landslag vid olympiska sommarspelen 1996, 2000 och 2004. Han är bror till Alessandro Calcaterra.
Roberto Calcaterra spelade åtta matcher och gjorde nio mål i OS-turneringen 1996 i Atlanta där Italien tog brons.
Roberto Calcaterra tog VM-guld 1994 i Rom och EM-guld 1993 i Sheffield samt 1995 i Wien.